# El Tecuán, Michoacán de Ocampo
El Tecuán är en ort i Mexiko.   Den ligger i kommunen Penjamillo och delstaten Michoacán de Ocampo, i den centrala delen av landet, 300 km väster om huvudstaden Mexico City. El Tecuán ligger 1 685 meter över havet och antalet invånare är 150.
Terrängen runt El Tecuán är kuperad söderut, men norrut är den platt. Runt El Tecuán är det ganska tätbefolkat, med 54 invånare per kvadratkilometer. Närmaste större samhälle är Angamacutiro de la Unión, 19,6 km öster om El Tecuán. I omgivningarna runt El Tecuán växer huvudsakligen savannskog.